# 凱倫·S·林奇
凱倫·S·林奇（英語：Karen S. Lynch，1963年12月30日—）是一名美國企業家，也是CVS健康公司的總裁兼執行長。林奇在AHIP、CVS健康公司和美國合眾銀行的董事會任職。2015年，她成為安泰人壽的首位女總裁。她曾在麥哲倫健康服務和信諾擔任行政職務。2021年，她成為财富美国500强名單中排名最高的女性執行長。

## 早年生活和教育
林奇於1963年12月30日出生在麻薩諸塞州瓦爾。她就讀於瓦爾初級/高級中學，並於1980年畢業。林奇於波士頓學院卡羅爾管理學院獲得會計學學士學位，並擁有註冊會計師（CPA）證書。畢業後，她在安永會計師事務所的波士頓辦事處開始她的金融職業生涯，在那裡她專門從事保險工作。

## 職業生涯
林奇將她選擇的醫療保健職業道路歸功於她的家庭生活經歷。在回到研究生院攻讀MBA之前，她在保險業工作了近十年，她說：「我想擴大我的金融背景，更多地接觸到經營公司的業務方面」。2004年，林奇被任命為信諾牙科的總裁。第二年，她被任命為一個新設立的職位，將信諾集團保險和信諾牙科的領導權結合起來。她於2009年離開Cigna，成為麥哲倫健康服務的總裁。
林奇在麥哲倫健康服務工作至2012年，當時她加入安泰人壽，擔任執行副總裁和特殊產品部主管。在加入安泰人壽三個月後，林奇領導了對考文垂健康保險的整合，這也是當時最大的醫療保健收購。2015年，林奇成為安泰人壽的第一位女總裁，她在2018年CVS健康公司以700億美元收購安泰人壽期間一直擔任該職務
。
在COVID-19疫情期間，林奇在拉里·梅洛退休後於2021年2月1日擔任CVS健康公司的總裁兼執行長。這一任命使她成為財富美國500強名單上排名最高的女性執行長，也是財富美國500強名單上第40位女性執行長。在林奇的領導下，CVS健康公司在40,000多家長期護理機構以及50個州、波多黎各和華盛頓特區的CVS藥局中注射COVID-19疫苗。

## 榮譽
林奇被選入2021年富比士的「50 Over 50」，一份50歲以上的女性企業家、領導人、科學家和創造者的名單。她曾被授予2021年經濟發展委員會傑出領導獎，該獎表彰商業領袖的貢獻。她還在《財富》雜誌的最有影響力的商業女性名單中排名第一。此外，林奇還是美國合眾銀行、AHIP (貿易協會)、商業委員會、波士頓學院婦女委員會、商業圓桌會議的董事會成員，並且是IBM Watson Health的顧問委員會成員。林奇也是布什內爾表演藝術中心的理事。
林奇曾擔任Komen Connecticut Race for the Cure的榮譽聯合主席，為乳腺癌研究造福。2022年，她被列入《財富》雜誌的「50位最具影響力的商界女性」。林奇後來被列入《時代》雜誌2023年世界百名最具影響力人物的年度名單。

## 個人生活
林奇是由單身母親撫養長大的。她的母親在林奇12歲的時候自殺身亡。母親去世後，林奇和她的三個兄弟姐妹由他們的姨母撫養。在林奇20歲出頭的時候，她的姨母因乳腺癌、肺癌和肺氣腫而去世。
林奇與奎爾基金會的創始人、主席兼執行長凱文·M·林奇（Kevin M. Lynch）結婚。奎爾基金會（Quell Foundation）是一個非營利組織，其使命是消除心理健康方面的恥辱，減少自殺、吸毒過量和精神疾病患者的監禁。林奇在2015年獲得貝克爾學院的人文學科名譽博士學位。

## 外部連結
- Karen S. Lynch Biography （页面存档备份，存于）